# ダイカスト

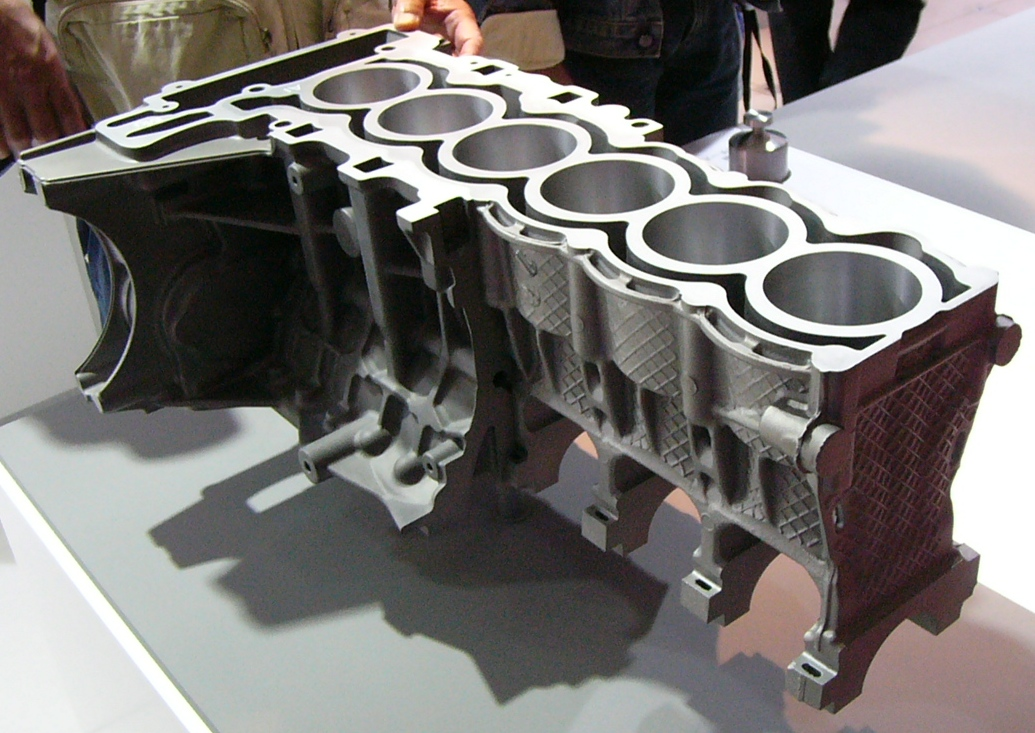
アルミとマグネシウムのダイカストによるエンジン部品

ダイカスト (英: die casting) とは、金型(かながた、英: die）に溶融した金属（溶湯）を圧入することにより、高い寸法精度の鋳物を短時間に大量生産する鋳造方式、またはダイカストによる製品のことである。ダイキャストとも言われる。ダイカストをとらえて「鋳物の産業革命」と称す向きもある。

## ダイカストの歴史
奈良の大仏に見られるような古代より行われてきた砂型鋳造法に比べ、ダイカストの歴史は比較的新しい。砂型鋳造やそれから発展した石膏型鋳造は、鋳込んだ製品を取り出す毎に型を破壊しなければならなかったが、その後、同じ型から製品を大量に生産出来るよう金型が考案され、やがて溶解金属に圧力をかけて注入する方法、つまり、ダイカスト法の誕生をみた。
1830年代に米国のエリシャ・ルート (Elisha K. Root) がサミュエル・コリンズ (Samuel W. Collins) の下でダイカスト法を開発。1838年にデヴィッド・ブルース (David Bruce) によるダイカスト活字の製品化。
日本におけるダイカストの研究は1910年（明治43年）頃から大学の金属研究室を中心に行われ1917年（大正6年）には最初のダイカスト会社が大崎（東京市）に設立された。当時は鉛・錫・亜鉛を中心とした低融点合金を使用していたが、昭和に入りアルミニウム・銅合金の素材も使用可能となり、生産の拡大が進展し、太平洋戦争中は軍需品を中心に年間2,500トン程度の生産まで達した。
戦後1950年（昭和25年）頃までは低迷期が続いた。1952年（昭和27年）以降、日本工業規格（JIS、現・日本産業規格）に関連規格が制定される。その後、高度経済成長や自動車産業の発展とそれに伴う、ダイカストマシンの改良・合金素材の開発が急速に進展し、1990年代はバブル崩壊の影響で微増に留まるものの、マシンのコンピューターコントロール化・大型化もあいまって、2000年代には生産性の向上と製品の多様化が顕著となり、生産量は年間100万トンを超えた。

### ダイカスト年表
- 1838年（天保9年） - 米デヴィッド・ブルースがダイカスト活字を製品化
- 1905年（明治38年） - 米国のハーマン・H・ドーラーがダイカストの商業生産開始
- 1910年（明治43年） - 日本でダイカストの研究開始
- 1917年（大正6年） - 日本初のダイカスト製造（「ダイカスト合資会社[3]」）
- 1922年（大正11年） - 国産ダイカストマシン製造
- 1935年（昭和10年） - 軍需産業でダイカスト製品の研究進展
- 1940年（昭和15年） - ダイカスト製造各社に対し統制令発令、効率化のため100余社から25社に統合
- 1947年（昭和22年） - 戦後民生品製造にていち早く復興。日本橋白木屋にてダイカスト展示会開催
- 1949年（昭和24年） - 二眼レフカメラボディのダイカスト化
- 1952年（昭和27年） - 油圧電気制御ダイカストマシン初導入
- 1952年（昭和27年） - JISに関連規格が制定
- 1953年（昭和28年） - 日本において高純度亜鉛開発成功。
- 1953年（昭和28年） - JIS H5301 亜鉛合金ダイカスト制定
- 1958年（昭和33年） - JIS H5302 アルミニウム合金ダイカスト制定
- 1961年（昭和36年） - 亜鉛合金ダイカスト品質証明制度開始
- 1972年（昭和47年） - JIS B6612 ダイカストマシン制定
- 1976年（昭和51年） - JIS H5303 マグネシウム合金ダイカスト制定
- 1984年（昭和59年） - 日本のダイカスト生産量 50万トン突破
- 1988年（昭和63年） - コンピュータ数値制御マシンの導入本格化
- 2002年（平成14年） - 日本のダイカスト生産量が80万トンを突破
- 2006年（平成18年） - 日本のダイカスト生産量が100万トンを突破

## ダイカスト製品
使用素材として、亜鉛、アルミニウム、マグネシウムなどの非鉄金属とその合金で、優れた寸法精度の製品を短時間に大量生産できることから、自動車関連部品に多く使用されてきた。近年金型技術の発達、合金素材の改良により通信機器、建築材料、産業機械など急速な需要の広がりをみせている。特に、マグネシウム素材の開発でデジタルカメラ、パソコン、携帯電話他、事務用品、日用品等、身近な雑貨から最先端機器にいたるまで、用途を拡大している。従来のダイカストはパワートレイン関連の自動車部品の製造に多用されている。代表的な部品は以下の通りである。
- エンジン
  - ヘッドカバー（ロッカーカバー/カムカバー。エンジニアリングプラスチックに置き換えられている。）
  - シリンダーヘッド
  - シリンダーブロック
  - クランクケース
  - オイルパン
- トランスミッション
  - トランスミッションケース
  - バルブボディ（AT）
  - トランスファーケース

また、自動車へのアルミニウム部品適用拡大の流れから、従来板金部品が大半であった車体へのダイカスト部品適用も広がっている。
自動車部品以外の鋳造品の代表例として以下がある。
- 玩具（ダイキャスト玩具（英語版））
  - ミニカー・超合金玩具

主に亜鉛に錫などを加えた合金が素材に利用されるが、「ダイキャスト」の呼称は工法と合金素材がしばしば混同される。
- 家電関連
  - 冷蔵庫・洗濯機・VTR・ミシン・掃除機
- 事務用品
  - パソコン・プリンター・ファクシミリ・複写機
- 日用品
  - カメラ・釣具・ファスナー・装身具

他にもアルミで出来た昨今の交通信号機や日本ドライケミカルの新型粉末消火器の容器にも採用された例もある。

## 製造方法
ダイカストは、原材料である合金と成型加工する金型そして原材料を金型に充填する機械（ダイカストマシン）の3要素から成り立っている、原材料が製品となるまでの工程が最短の方法である。すなわち（合金⇒溶解⇒鋳造⇒トリミング⇒仕上げ加工⇒検査出荷）という経過をたどる。鋳造時に金型を使用するが近年金型専門業者を介在させず設計から金型製造まで自社製作の会社も増加傾向にある。

### ダイカストマシン
現在のダイカストマシンの主流となっている横型ダイカストマシンは、アメリカのハーマン・H・ドーラー (Herman H. Doehler) によって開発された。溶湯の供給方式によりホットチャンバーとコールドチャンバーに大別できる。ホットチャンバーは射出部が保持炉の溶湯中に沈んでいる方式。主として亜鉛合金、錫合金などの低融点合金の鋳造に使用する。一方、コールドチャンバーは射出部と保持炉が分離しており、手込めまたは機械的に溶湯を射出部に供給する方式。主としてアルミニウム合金、マグネシウム合金等高融点の金属鋳造に使用し、大型の製品の鋳造が可能である。鋳造サイクルタイムは溶湯を供給する時間分コールドチャンバーの方が長い。
2010年代、電気自動車の製造を開始したアメリカの新興メーカーテスラ社は、他社を凌ぐ優位性を確保するために、製造に時間を要する自動車部品の一体成型を模索。各ダイカストマシン製造メーカーに大型機の製造を打診した。これにイタリアのイドラ社が応え、型締め力で従来の最大級のマシンの1.5倍の能力を有する6000tf（トンフォース）級のダイカストマシンを納入。テスラは、新しいダイカストマシンをギガプレス、アルミ一体成型部品をメガキャストと命名、製造工程に組み込み他社を上回る生産効率を実現した。この成功を見て、トヨタ自動車や本田技研工業など他に自動車メーカーも高性能ダイカストマシンの導入を始めた。2021年時点でイドラ社は既に9000tf級のダイカストマシンを製造。供給を受けるテスラ社は、最終的に12,000tf級のマシンを求めている。

### 金型
金属製の精密鋳型で一般的に固定型と可動型で構成され、二つをあわせることで掘り込み面や、空間、変化をもたせる。側面方向に引き抜く中子金型を用いることでより複雑な形状を造形できる。金型素材は、炭素鋼・熱間工具鋼等特殊鋼が用いられる。固定型とはダイカストマシンの固定プラテンに取り付けられ固定されて使用し、可動型は可動プラテンに取り付けられ、移動して固定型と合わさり、製品形状を形成する。通常ダイカストマシンで型が開くと鋳物は可動型の方に固定されて移動され、可動型に設置してある押出し機構により押出し鋳物が金型から取り出される。

### ダイカスト用合金
ダイカスト用合金には、各種の非鉄金属がある。すなわち、アルミ合金・亜鉛合金・マグネシウム合金である。以上の3合金は、JISに規定されている。そのほかに、銅、鉛、錫の合金も使用され、それぞれ異なった特徴を持つ。
ダイカスト用の金型には耐熱鋼が使われているが、反復使用による熱衝撃によって破損することがある。そのため溶融点の高い合金はダイカストには不向きである。銅合金のうちで亜鉛を30〜40%含む溶融点の低い黄銅が適用限界の材料とされている。
アルミニウム合金
もっとも経済的で鋳造しやすいため生産量が多い。機械的性質や成型鋳造性に優れている。
亜鉛合金
アルミに次いで生産高が多く他の合金に比較して、肉薄で精密な精度が得られる。微量不純物（鉛・カドミウム・錫など）の混入により、経年劣化することがある（マグネシウムを微量加えることで防げるが、許容限界を超えると無駄になる。よって、純度の高い亜鉛を使用しなければならない）。光沢鍍金が容易に出来る利点がある。加圧によって強度がアルミ合金よりも高くなる。ただし比重が大きいので、軽量化の役には立たない。銅を混ぜ込んだもののほうが強度は少し落ちるが、靭性が高くなる。
マグネシウム合金
実用金属中もっとも軽量である。耐食性に乏しいので防食処理が必要である。近年高純度の耐食強化合金が開発された。
銅合金
ダイカスト用合金として黄銅がある。アルミに比し硬度・耐摩擦・耐食性に秀でている。
鉛・錫合金
使用例は、鉛合金は高比重を必要とする場合に用いられ、ごく少ないが錫合金は超精密部品や食物・化学薬品と接触する部品に使用される。

### 鋳造解析
金型内部における材料の流れ方のシミュレーションを行うことがある。金型設計での効率化を目指し、量産時のトラブルを減らすためである。ただし、100%ではなく、実際の検証が必要になる。

## 他の鋳造法との比較
ダイカスト鋳造法は量産性や製品肌の美しさにおいて優位である反面、高速で溶湯を金型に圧入することに起因する空気の巻き込みや金型隅部への不充填による不良の発生率が高い。また、砂型に比べ金型は熱伝導率が高いため溶湯の冷却（凝固）速度が高く、湯境（ゆざかい）が発生しやすいので大型品や肉厚品、高い強度を必要とする部品等への適用が難しい。2000年代に入り、より高い品質と上記弱点克服を目指し技術向上が顕著で、いわゆる特殊ダイカスト法（真空ダイカスト法、局部加圧法、酸素置換法等）が開発されている。

### 砂型鋳物
- 大物が作れる
- ダイカストに出来ない鉄や銅が使える
- 少量の生産に経済的

### 金型鋳物
- 金型費が安い
- 使用される合金種が多い
- 熱処理、溶接が容易

### 鍛造鋳物
- 肉厚部品が出来る
- 密度が高く機械的性質に優れる
- 内部品質が安定

部品製造においては、ダイカストは経済的にも機能的にも優れている点が多いが、他の製造方法もそれぞれ固有の長所をもっている。部品精度・コスト・強度/靭性・大きさ・外観等、各項目を検討して決定することが必要である。工程の短縮とリサイクルの要請から自動車業界を中心にダイカストへの依存度がたかまっている傾向にある。

### 特殊ダイカスト法
A／真空ダイカスト
真空ポンプ等を用いてキャビティ内を減圧し、製品の巻き込み巣を防ぐ。
B／スクイズダイカスト
キャビティ内に低速でかつ圧力をかけて凝固する。
C／無孔性（酸素置換）ダイカスト
酸素を充填しその酸化反応により、減圧し巣の発生を防ぐ。
D／局部加圧ダイカスト
部分加圧。二段加圧とも言う。キャビティ内の一部を直接加圧。
E／NI法
粉体断熱材をキャビティに塗布し直接溶湯を充満して加圧成形する。
F／半溶融・半凝固ダイカスト
固体と液体がシャーベット状態の合金を使用する。
G／アンダーカット成形法
鋳造後に取り出すことが出来る置き中子を用い、アンダーカットのある製品を作る。中子の材料は特殊なコーティングをした砂や塩類を使用する。